# Heinz Rudolph (Politiker, 1912)
Heinz Rudolph (* 13. März 1912 in Berlin; † 15. Juli 2002) war ein deutscher Wirtschaftswissenschaftler, Manager und Politiker (CDU). Er war von 1955 bis 1957 Sozialminister des Landes Niedersachsen.

## Leben

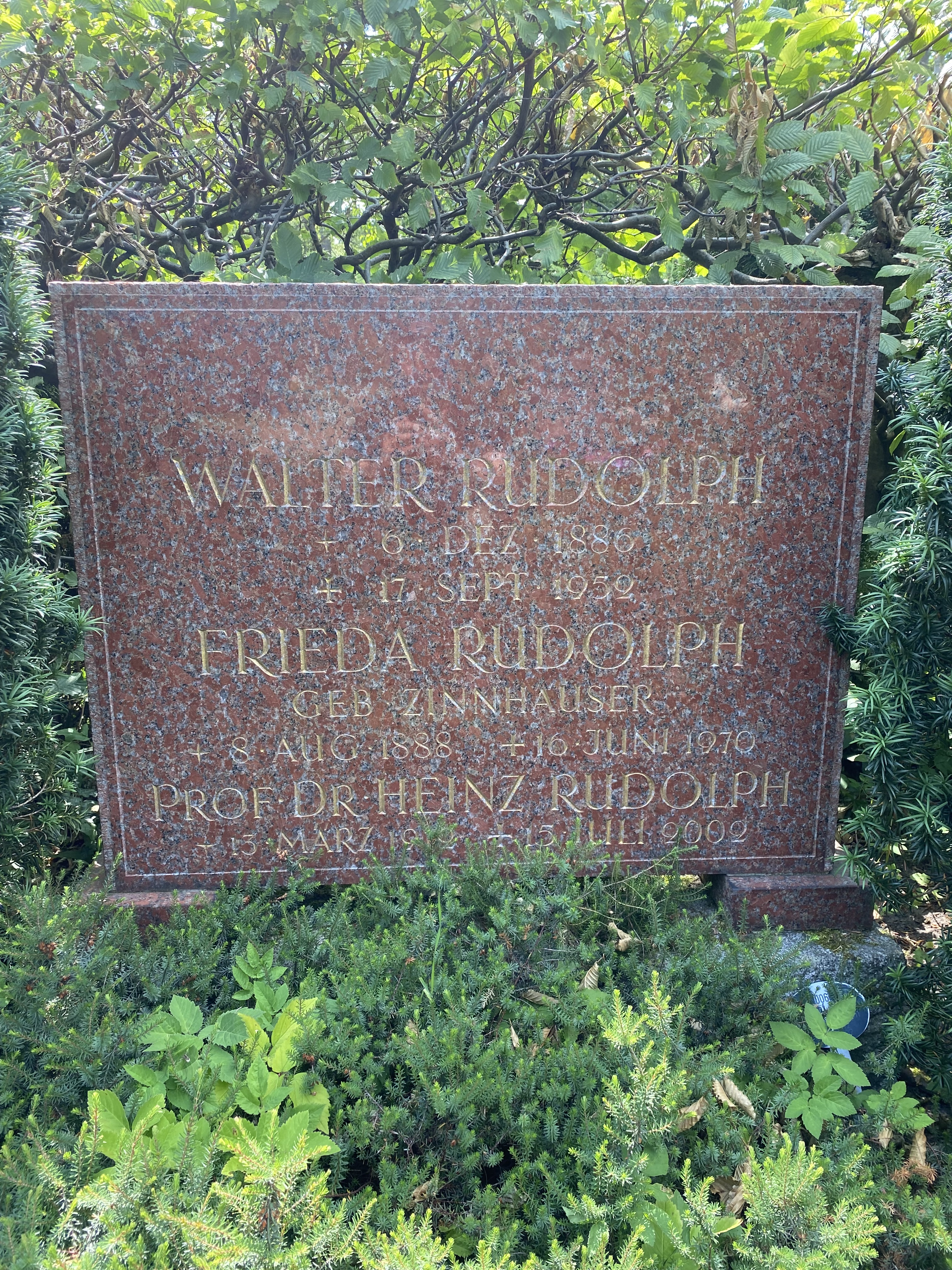
Grabstätte auf dem Friedhof Zehlendorf

Heinz Rudolph war der Sohn des Inhabers der Berliner Kohlen- und Ölhandelsgesellschaft Rudolph & Pietsch, Walter Rudolph und der Frieda, geborene Zinnhäuser. Nach dem Abitur absolvierte er ein Studium der Rechts- und Wirtschaftswissenschaften an den Universitäten in Heidelberg und Königsberg sowie in den Vereinigten Staaten, das er mit der Prüfung als Diplom-Kaufmann abschloss. Er wurde zum Doktor der Wirtschaftswissenschaften (Dr. oec.) promoviert. Ab 1938 war er Referent, dann Mitglied der Geschäftsführung der Reichsgruppe Industrie. Im Zweiten Weltkrieg fungierte er während der Deutschen Besetzung der Sowjetunion als Abteilungsleiter Wirtschaft beim Generalkommissar in Minsk (Generalbezirk Weißruthenien), einer nachgeordneten Behörde des Reichsministeriums für die besetzten Ostgebiete.
Rudolph war von 1948 bis 1951 als Geschäftsführer einer Bank in Rendsburg tätig. 1951 trat er eine Stelle als Abteilungsleiter bei den Olympia-Werken in Roffhausen bei Wilhelmshaven an, die er bis zu seinem Eintritt in die Niedersächsische Landesregierung ausübte.
Rudolph zählte zu den Gründern der CDU im Kreis Segeberg und wurde 1955 in den Landesvorstand der CDU Oldenburg gewählt. Er war 1945 Bürgermeister und Amtsvorsteher im Kreis Segeberg und von 1946 bis 1948 Leiter des Amtes für Wirtschaft und Aufbau im Kreis Rendsburg. Nach der Landtagswahl vom April 1955 wurde er im Mai als Sozialminister in die von Ministerpräsident Heinrich Hellwege geführte Regierung des Landes Niedersachsen berufen. Diese Funktion übte er bis November 1957 aus, als das Sozialministerium mit dem Eintritt der SPD in die Landesregierung von Georg Diederichs übernommen wurde.
Nach seinem Ausscheiden aus der Landesregierung übernahm Rudolph die Direktion der Abteilung Wirtschaft und Finanzen bei der EURATOM und die Leitung der Division Business Management bei der OEEC bzw. ab 1960 der OECD. Von 1966 bis 1970 war er Erster Direktor der malaiischen Bundesbehörde Federal Industrial Development Authority (FIDA) mit Sitz in Kuala Lumpur. Des Weiteren bekleidete er Führungspositionen in der Industrie, so unter anderem bei Olympia, der AEG, bei Telefunken sowie bei Litton Industries.
Rudolph war Mitglied im Präsidium der Deutschen Gesellschaft für Freizeit sowie Mitglied der Stiftungsräte der Ludwig-Erhard-Stiftung in Bonn und der Rhein-Ruhr-Stiftung in Essen. In seinen letzten Lebensjahren wirkte er als Professor für Kunstgeschichte an der Katholischen Universität Löwen sowie als Berater und Sachverständiger in Düsseldorf.
Heinz Rudolph wurde auf dem Berliner Friedhof Zehlendorf (Feld 006-327) beigesetzt.

## Ehrungen und Auszeichnungen
- 1979: Verdienstkreuz 1. Klasse der Bundesrepublik Deutschland
- Großes Verdienstkreuz der Bundesrepublik Deutschland
- Ehrenbürgerschaft der Stadt New Orleans